# Nova Siri
Nova Siri är en ort och kommun i provinsen Matera i regionen Basilicata i Italien. Kommunen hade 6 810 invånare (2017).